# Z Sextantis
Z Sextantis är en långsam irreguljär variabel av LB-typ i stjärnbilden Sextanten.
Stjärnan varierar mellan visuell magnitud +8,7 och 9,84 med en period av 60,299922 dygn.